# Réserve naturelle de la Serra da Malcata
La réserve naturelle de la Serra da Malcata est une réserve naturelle protégée du Portugal de plus de 16 000 hectares située dans la Serra de Malcata entre Penamacor et Sabugal,, non loin de la frontière avec l'Espagne. Elle fut créée le 23 décembre 1981 et est gérée par l'ICNF et le gouvernement portugais. Elle a pour symbole le lynx ibérique.

## Histoire
Créée en 1981, cette réserve avait pour premier but de protéger le lynx ibérique.

## Géologie
La réserve repose sur des roches de types schiste et quartz qui datent probablement de l'ère du Paléozoïque. Une grande partie de la réserve est située sur des schistes argileux et hirsutes.

## Hydrologie
Ce sont probablement les principaux cours d'eau (les rivières Coa et Bazágueda et le torrent de Meimoa) qui ont défini les formes particulières de la réserve. La rivière Coa vient du bassin du Douro et elle délimite la réserve au nord. Quant à la rivière Bazágueda et au torrent de Meimoa ils prennent source dans le bassin du Tage. Le réservoir du Meimoa est issu du torrent de Meimoa.

## Climat
Le climat de cette réserve naturelle (qui est située dans une chaîne de montagne) possède principalement un climat méditerranéen mais ce dernier peut être varié qui se traduit par des températures très chaudes en été (entre 25 et 30 °C) et plutôt froide en hiver (entre -4 et 0 °C). Quant aux précipitations, elles arrivent entre novembre et mars. Le barrage Meimoa influe également sur le climat et plus particulièrement sur la présence du brouillard.

## Activités humaines
Les activités pratiquées sur la chaîne de montagne (pas seulement dans la réserve) sont: le tourisme, l'agriculture, l'apiculture, des pâturages et la trutticulture. Pour le tourisme, le VTT et la canoë sont des activités prisées par les visiteurs.

## Faune
La réserve a été créée pour protéger le lynx ibérique (lynx pardinus) (presque disparu de la réserve) mais possède de nombreuses autres espèces de mammifères telles que le renard roux (Vulpes Vulpes), la loutre d'Europe (lutra lutra), l'écureuil roux (Sciurus Vulgaris), le sanglier (Sus scrofa), le chat sauvage (Felis silvestris), le loup (Canis Lupus) et d'autres (notamment le chevreuil (Capreolus capreolus). La réserve contient toutes les espèces d'amphibiens du Portugal. En termes de reptiles, la réserve contient des serpents tels que la couleuvre à échelons (Stechecoach Rhinechis scalaris) ou encore la couleuvre de Montpellier (Malpolon monspessulanus). La réserve possède également une avifaune variée et notamment la cigogne noire, le Grèbe castagneux (Tachybaptus ruficollis), le Busard cendré, l'autour des palombes, la pie bleue, le rossignol des bois, l'aigle royal et beaucoup d'autres.

## Flore
Le chêne vert et le salix sont des espèces dominantes parmi les 600 espèces de flore de la réserve. Sinon la végétation est de type méditerranéenne. 